# Kostrzyn nad Odrą

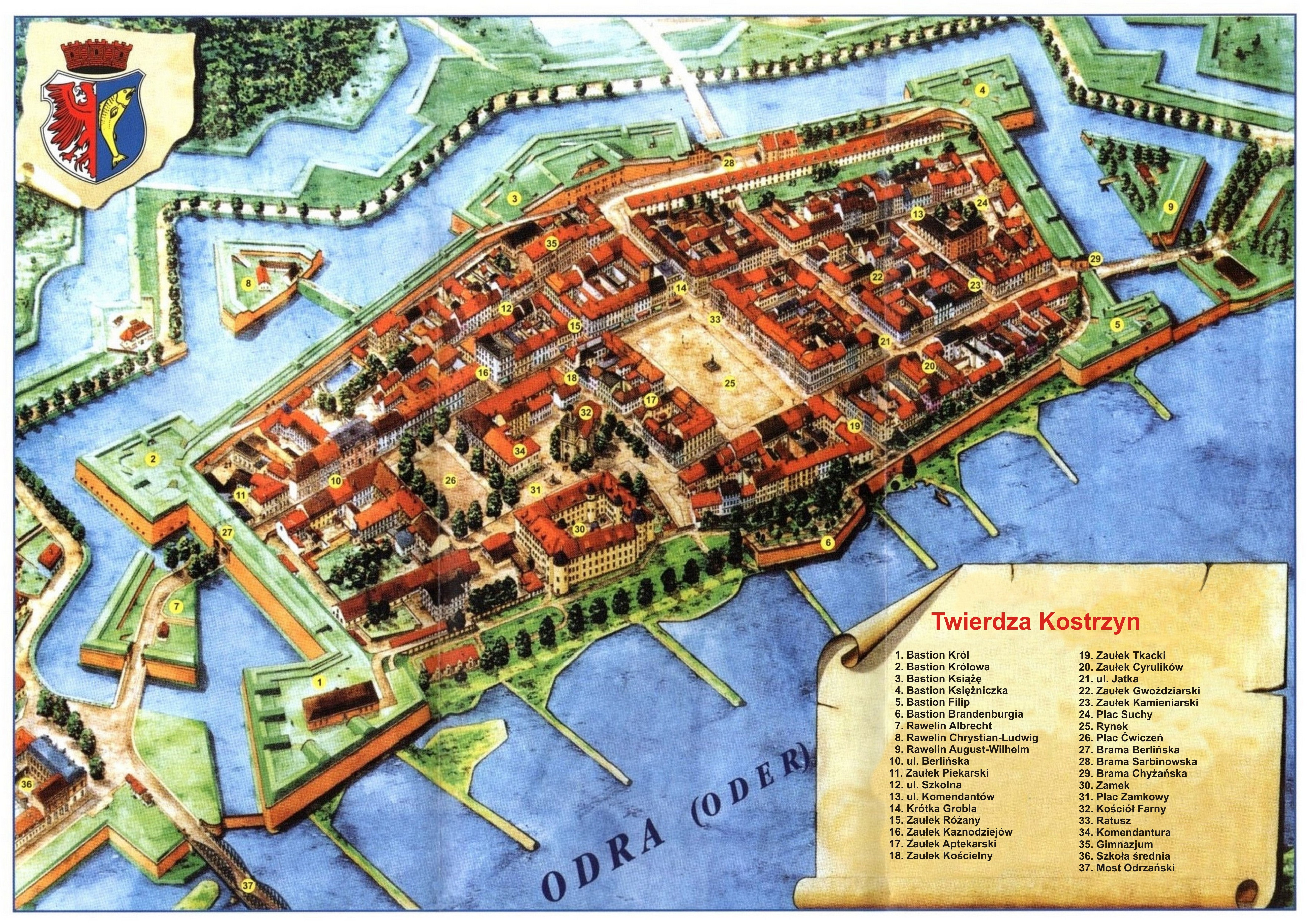
Fortezza Vecchia Küstrin

Kostrzyn nad Odrą (in tedesco Küstrin, fino al 1928: Cüstrin) è una città di circa 20000 abitanti (al 4 aprile 2007) della Polonia, situata nel voivodato di Lubusz e nel distretto di Gorzów; di cui è la seconda città per popolazione.

## Geografia fisica
Si trova sul fiume Oder, al confine con la Germania (nello stato di Brandeburgo, e con il voivodato della Pomerania; direttamente di fronte a Küstrin-Kietz, località del comune di Küstriner Vorland. Da Słubice si trova a circa 20 km nord, con la quale fa parte di una speciale "Regione Economica", la Słubice-Kostrzyn.

## Storia
Nel 1945 il centro storico situato all'interno della fortezza, a seguito dei combattimenti bellici, venne completamente distrutto. Alla fine della seconda guerra mondiale, la città venne divisa come stabilito dagli accordi siglati nella Conferenza di Potsdam. Con il passaggio alla Polonia dei territori tedeschi ad est della linea Oder-Neiße, l'allora Küstrin diventò una città di quest'ultima, cambiando nome. Il quartiere di Kietz divenne un comune indipendente, restando tedesco, nella neonata Germania Est. Le comunicazioni transfrontaliere furono nella stessa occasione interrotte, ed il fiume Oder dichiarato territorio militare.
Nel 1992 furono ristabilite le comunicazioni ferroviarie e stradali con la sponda tedesca. Di recente sono stati presi in considerazione progetti di ricostruzione del nucleo cittadino ubicato all'interno della fortezza, tra le proposte vi è quella di una ricostruzione fedele all'aspetto pre bellico. Gli stemmi delle città divise sulla linea Oder-Neiße sono solitamente molto simili: quelli di Kostrzyn e Küstrin-Kietz, salvo per la forma dello scudo (e la corona presente in quello polacco), sono totalmente identici nei temi e nei colori del disegno.

## Infrastrutture e trasporti
La stazione ferroviaria si trova all'incrocio di due linee: la Breslavia - Głogów - Nowa Sól - Zielona Góra - Rzepin - Kostrzyn - Stettino e la Berlino - Strausberg - Kostrzyn - Gorzów - Piła - Bydgoszcz. Su quest'ultima, sulla quale esistevano collegamenti diretti Berlino-Piła fino ad alcuni anni fa, vi sono corse a cadenza oraria con la capitale tedesca, attestandosi stazione di Lichtenberg.

## Amministrazione

### Gemellaggi
- Hohenschönhausen
- Küstriner Vorland
- Peitz
- Sambir
- Tomelila
- Woudrichem